# Episodi di Everwood (quarta stagione)
La quarta e ultima stagione della serie televisiva Everwood, composta da ventidue episodi, è andata in onda negli Stati Uniti d'America dal 29 settembre 2005 al 5 giugno 2006 sul canale The WB. In Italia è andata in onda dal 25 dicembre 2006 al 20 gennaio 2007 su Italia 1.
| n° | Titolo originale              | Titolo italiano                             | Prima TV USA      | Prima TV Italia  |
| -- | ----------------------------- | ------------------------------------------- | ----------------- | ---------------- |
| 1  | A Kiss to Build a Dream On    | Un giorno speciale                          | 29 settembre 2005 | 25 dicembre 2006 |
| 2  | The Next Step                 | Un passo avanti                             | 6 ottobre 2005    | 26 dicembre 2006 |
| 3  | Put On A Happy Face           | Baccanale di una notte di mezza estate      | 13 ottobre 2005   | 27 dicembre 2006 |
| 4  | Pieces of Me                  | Voglia di vivere                            | 20 ottobre 2005   | 28 dicembre 2006 |
| 5  | Connect Four                  | In campeggio con papà                       | 27 ottobre 2005   | 29 dicembre 2006 |
| 6  | Free Fall                     | Analisi di coppia                           | 3 novembre 2005   | 1º gennaio 2007  |
| 7  | Pro Choice                    | Una scelta difficile                        | 10 novembre 2005  | 2 gennaio 2007   |
| 8  | So Long, Farewell...          | Vite spericolate                            | 17 novembre 2005  | 3 gennaio 2007   |
| 9  | Getting to Know You           | Amore senza fine                            | 8 dicembre 2005   | 4 gennaio 2007   |
| 10 | Ghosts                        | Cuori irraggiungibili                       | 27 marzo 2006     | 5 gennaio 2007   |
| 11 | Lost and Found                | Addio, maestro di vita!                     | 27 marzo 2006     | 8 gennaio 2007   |
| 12 | You're a Good Man, Andy Brown | Un rabbino per Delia                        | 3 aprile 2006     | 9 gennaio 2007   |
| 13 | An Ounce of Prevention        | Confidenze                                  | 10 aprile 2006    | 10 gennaio 2007  |
| 14 | Across the Lines              | Gelosia                                     | 17 aprile 2006    | 11 gennaio 2007  |
| 15 | The Land of Confusion         | Tentazioni                                  | 24 aprile 2006    | 12 gennaio 2007  |
| 16 | Truth                         | Una fine annunciata                         | 1º maggio 2006    | 15 gennaio 2007  |
| 17 | All the Lonely People         | Nessuno è perfetto                          | 8 maggio 2006     | 16 gennaio 2007  |
| 18 | Enjoy the Ride                | Una proposta improvvisa                     | 15 maggio 2006    | 17 gennaio 2007  |
| 19 | Reckoning                     | Il padre di Andy                            | 22 maggio 2006    | 18 gennaio 2007  |
| 20 | Goodbye, Love                 | In ricordo di Irv                           | 29 maggio 2006    | 19 gennaio 2007  |
| 21 | Foreverwood (Part 1 e 2)      | Non si può fingere per sempre - 1 e 2 Parte | 5 giugno 2006     | 20 gennaio 2007  |
| 22 | Foreverwood (Part 1 e 2)      | Non si può fingere per sempre - 1 e 2 Parte | 5 giugno 2006     | 20 gennaio 2007  |

## Un giorno speciale
- Titolo originale: A Kiss to Build a Dream On
- Diretto da: Arvin Brown
- Scritto da: Greg Berlanti e Rina Mimoun

### Trama
Nina è tornata da Everwood dopo un romantico viaggio alle Hawaii con Jake, infatti nonostante Andy le abbia dichiarato il suo amore lei ha scelto Jake. Bright e Hannah ormai stanno insieme, lei torna da una vacanza in Giamaica, mentre Amy studia alla Colorado A&M e fa amicizia con Reid, un infermiere che lavora nell'ospedale dove Rose è ricoverata, tra l'altro Reid frequenta la stessa università di Amy e cerca una casa.
Dato che Bright ha bisogno di un coinquilino per il suo nuovo appartamento, Amy gli suggerisce di condividerlo proprio con Reid, alla fine accetta che se Bright continua a coltivare la speranza che Ephram possa ritornare, sperando di dividere con lui la casa. Amy ha notato che Rose è un po' ostile con lei, la madre ammette che è arrabbiata per il fatto che abbia rinunciato a Princeton per accudirla, purtroppo si sente in colpa perché è costretta a riconoscere che ha bisogno di sua figlia. Amy però non cambia idea, resterà in Colorando, anche perché è felice di vivere con loro.
Irv e Edna decidono di rinnovare le loro promesse nuziali, Delia spedisce l'invito a Ephram al matrimonio, in Italia, infatti anche se no ha spedito nessuna lettera al padre, ha continuato a mandare cartoline alla sorellina. Andy litiga con Nina, chiedendole perché abbia preferito Jake a lui: Nina afferma che Andy ha aspettato troppo prima di confessarle ciò che prova per lei, e intanto aveva frequentato altre donne.
Andy si sente in colpa, ha capito che il proprio egocentrismo gli ha fatto perdere Nina, quest'ultima ammette di amare Jake, aggiungendo che lei e Andy si sono compresi vicendevolmente quando si sono conosciuti, in un momento in cui tutti e due erano soli, è hanno dunque confuso per amore quella che forse era soltanto gratitudine. Edna e Irv si scambiano i voti nuziali alla cerimonia, davanti a tutti gli invitati, poi fa la sua comparsa Ephram, a quel punto Delia corre da lui e lo abbraccia, infine Andy e Ephram si guardano scambiandosi un sorriso.

## Un passo avanti
- Titolo originale: The Next Step
- Diretto da: Perry Lang
- Scritto da: Anna Fricke e Greg Berlanti

### Trama
C'è dell'imbarazzo tra Ephram e Amy da quando lui è tornato a Everwood, e sebbene Andy sperava che suo figlio tornasse a vivere con lui e Delia, scopre che Ephram starà con loro solo per pochi giorni: vuole provare a studiare all'università pubblica e trovarsi un'altra casa, non ritiene che vivere con Andy sia la scelta giusta.
Finalmente Nina inaugura il suo nuovo ristorante in sostituzione al Mama Joy's che è stato chiuso, il Sam's con Amy che lavora come cameriera. Intanto Harold e Louise ricevono per posta dei biscotti, sono per Andy, inoltre Harold nota che il collega una volta a settimana si assenta. Andy gli confessa che ha iniziato recentemente a operare di nuovo come chirurgo in un altro ospedale, dopo aver operato Rose sente il bisogno di rilanciare la sua carriera, i biscotti erano un regalo di una sua paziente da lui operata.
Mentre Bright e Hannah vanno a mangiare in un ristorante, il ragazzo confessa alla sua fidanzata che ha sempre avuto l'abitudine di lasciare le ragazze che frequentava dopo il terzo appuntamento. Hannah davanti a questa rivelazione prova non poco disagio, temendo che lei sarà la prossima di cui Bright si stancherà. Harold pur rispettando la decisione di Andy di ricominciare a fare il chirurgo, teme che l'amico semplicemente non si senta appagato nel lavorare con lui alla clinica; Andy gli fa capire che essere un chirurgo è semplicemente qualcosa in cui è sempre stato bravo, vedendo che Ephram ha gettato via il suo talento Andy avverte la necessità di coltivare la sua capacità chirurgiche, perché solo così troverà equilibrio nella propria vita.
Bright spiega a Hannah che non ha intenzione di lasciarla anche se non ha idea di come la loro relazione si evolverà in futuro. Hannah però gli fa capire che è stato sconveniente da parte sua rivelarle in quel modo che le sue relazione sentimentali duravano sempre così poco, quando Bright e Hannah erano amici lui con naturalezza le confessava sempre tutto, ma ora lui è il suo fidanzato, deve capire che non può farle delle rivelazioni così inappropriate.
Ephram decide di andare a vivere con Bright e Reid, mentre Amy è sola al Sam's viene raggiunta da Ephram il quale ammette che odia il fatto che lei ha sofferto per colpa sua, per tutta l'estate non si è tenuto in contatto con lei, e infatti Amy ha affrontato momenti difficili a causa del suo abbandono. Ephram sarebbe disposto a tornare a essere suo amico, ma Amy lo ritiene impossibile, anche perché in fondo loro due non sono mai stati veramente amici.

## Baccanale di una notte di mezza estate
- Titolo originale: Put On A Happy Face
- Diretto da: David Paymer
- Scritto da: Greg Berlanti e Tom Garrigus

### Trama
Jake mette in chiaro con Andy che non intende essere suo amico, Nina gli ha rivelato del bacio che c'è stato tra loro, intanto Amy trova scocciante che Ephram ora viva con Bright, infatti preferisce stare lontano dal suo ex, ma contemporaneamente ora che frequenta l'università, per lei è difficile stringere nuove amicizie.
Ephram invita Bright a una festa dell'università, il Baccanale, e lui decide di accompagnarlo con Hannah. Rose ormai sta sempre meglio, è da tanto che lei e Harold non fanno più l'amore, desidera ritrovare con lui l'intimità fisica, ma Harold non se la sente, affermando che sarebbe inappropriato dato che lei sta attraversando una terapia per guarire dal tumore. Rose si mette a litigare con lui perché si nasconde dietro al tumore solo per non ammettere che non desidera fare sesso con lei, e infatti Harold alla fine ammette che non vuole fare l'amore con sua moglie.
Andy riceve la visita di un paziente, Ethan, vorrebbe fare sesso con la sua ragazza, ma da quando il fratello è morto ha iniziato ad assumere degli antidepressivi, e purtroppo uno degli effetti collaterali è la disfunzione erettile, ecco perché vorrebbe che Andy gli prescrivesse il Viagra. Andy si rifiuta di farlo, Ethan è solo un minorenne, non può fargli questa prescrizione, anche perché data la sua giovane età potrebbe essere rischioso fargli assumere un integratore sessuale.
Ephram va al Baccale insieme a Hannah e Bright, ma si sente fuori posto, quindi va al cinema e lì incontra Amy, i due si mettono a guardare il film insieme, è ormai evidente che tra i due non c'è più imbarazzo. Harold fa una confessione a Andy: quando Rose si è ammalata ha smesso di desiderarla, perché è stato un meccanismo di difesa, così avrebbe affrontato la sua eventuale morte con più rassegnazione, ma adesso non riesce a fare l'amore con lei perché negli ultimi tempi è troppo abituato a mettere le distanze da Rose.
La madre di Ethan si presenta da Andy accusandolo di aver prescritto il Viagra a figlio, il quale si è sentito male ed è stato ricoverato in ospedale. Andy le giura che né lui né Harold gli hanno prescritto niente, Nina a quel punto si arrabbia con lui ritenendo che stia accusando Jake dato che è l'unico dottore oltre a lui e Harold che esercita a Everwood. Andy va a trovare Ethan all'ospedale, il ragazzo ammette di aver comprato il Viagra su Internet, Andy capisce che in realtà era solo un eccitante usato a scopo veterinario, ecco perché si è sentito male. Da quando il fratello di Ethan è morto, la sua fidanzata è l'unica cosa che lo ha fatto sentire meglio, vuole fare l'amore con lei solo per non perderla. Andy gli fa capire che deve trovare il coraggio di essere sincero con lei, e di parlarle dei propri problemi personali, solo con l'onestà la loro relazione potrà funzionare.
Andy parla con Nina affermando che vuole proteggere la loro amicizia, ma l'insicurezza di Jake nei confronti di Andy sta rendendo tutto troppo difficile, tuttavia Andy è indifferente nei confronti di Jake e dell'astio che nutre per lui, infatti l'unica cosa che per Andy ha importanza è l'affetto di Nina. Harold vede che Rose è inaspettatamente di buon umore, lei ammette che le è piaciuto litigare con Harold, da quando si è ammalata lui non ha fatto altro che trattarla come se fosse una paziente, ma quel litigio le ha permesso di riavvicinarsi a lui come moglie e di ritrovare per la prima volta dopo tanto tempo un po' di normalità.

## Voglia di vivere
- Titolo originale: Pieces of Me
- Diretto da: Michael Pavone
- Scritto da: Greg Berlanti e Josh Reims

### Trama
Ephram cerca un lavoro, ma niente di ciò che gli viene offerto gli interessa, decide dunque di tenere delle lezioni come insegnante di pianoforte, Amy tuttavia ritiene che, entrare nuovamente a contatto con la musica, potrebbe risvegliare in lui sentimenti intensi che potrebbe non gestire. Delia chiede a Andy di aiutarla, vuole prendere delle lezioni e prepararsi perché desidera fare il bar mitzvah dunque vuole un rabbino che possa istruirla.
La famiglia Abbott è felice perché il libro di Irv verrà finalmente pubblicato, ma il bel momento viene rovinato quando Patty Payton, il vice-sindaco, annuncia la sua candidatura, infatti ora che Rose ha concluso il ciclo di chemioterapia bisogna aspettare le analisi, i cittadini di Everwood non ritengono che Rose, se eventualmente non guarisse dal cancro, possa adempiere ai suoi incarichi. Harold decide allora di gestire personalmente la campagna elettorale, durante una riunione del consiglio cittadino si arrabbia con tutti dato che non fanno che rivolgere a Rose solo domande sul suo cancro, accusandoli di ingratitudine dato hanno già dimenticato il duro lavoro che lei ha svolto per la città.
Ephram conosce il suo allievo, Kyle Hunter, ambisce a entrare alla Juilliard ed è un bravo pianista, suona il jazz, tuttavia è arrogante e anche se ha scelto Ephram come insegnante, non desidera ascoltare le sue opinioni. Ephram sentendolo suonare, nota che ha commesso un errore in un passaggio, dunque Ephram lo suona mostrandogli come fare, ma poi prova una sensazione sgradevole, si sente a disagio all'idea di farsi nuovamente coinvolgere dalla musica.
Edna è preoccupata per Harold, ha preso troppo a cuore la campagna elettorale di Rose, ha capito che è spaventato dai risultati medici che a breve arriveranno, la campagna elettorale è solo un modo per distrarsi. Harold ammette che si sente impotente, non può guarire Rose, ma almeno più aiutarla a vincere le elezioni. Amy ha capito che Ephram associa la musica a ciò che accadde con Madison, è per questo che non riesce a suonare con naturalezza come faceva prima, ma lo esorta a non arrendersi, infine Ephram decide di continuare a fare da insegnante a Kyle, ma impone a quest'ultimo di comportarsi con più umiltà, Ephram può insegnargli molto se lui glielo permette, effettivamente Kyle riconosce che da quando ha iniziato a seguire le sue istruzioni ha già imparato a suonare meglio. Purtroppo Kyle ammette che non ha i soldi per pagarlo, dunque Ephram accetta di insegnargli gratuitamente.
Andy prende come paziente Max, è un uomo anziano con un meningioma alla base del cranio, Andy è pronto a operarlo personalmente. Max è spaventato, l'operazione potrebbe danneggiare la sua memoria, lui è un reduce dall'Olocausto, e benché siano stati dei ricordi traumatici lui non vuole dimenticarli in quanto parte del retaggio della storia ebraica. Durante l'operazione, Betty, la moglie di Max, rimane accanto a lui in sala operatoria e gli tiene la mano, e mentre Andy inizia a operare lei racconta al marito incosciente la sua storia. Andy, dopo quanto accaduto, decide di aiutare Delia con il bar mitzvah con maggiore serietà, perché ha capito che non deve privarla del contatto con le tradizioni ebraiche.
Rose perde le elezioni, ma poco dopo Harold la vede seduta sul letto, ha appena ricevuto le analisi mediche dove viene confermato che Rose è finalmente guarita dal cancro, infine Harold abbraccia la moglie che scoppia a piangere per la felicità.

## In campeggio con papà
- Titolo originale: Connect Four
- Diretto da: Tom Amandes
- Scritto da: David Hudgins e Greg Berlanti

### Trama
È Halloween e Reid organizza una serata per intrattenere i bambini allestendo una casa degli orrori, con Amy tra i volontari, anche se per la ragazza è principalmente un espediente per stare accanto a lui dato che Reid gli piace molto. Intanto Harold e Bright, come da tradizione, vanno a fare campeggio, e invitano Andy e Ephram con loro, quest'ultimo sta prendendo più seriamente il suo ruolo di insegnante di pianoforte, tanto che ora ha più allievi, principalmente bambini.
Bright e Hannah si baciano appassionatamente sul divano, ma poi sono costretti a fermarsi dal momento che lei desidera conservare la propria verginità fino al matrimonio. Jake prende come paziente Bonnie, la quale soffre di incontinenza urinaria, è dovuta al fatto che, non essendo più in giovane età e avendo avuto tre parti, non reagisce bene allo stress. Edna è stanca del fatto che la clinica accolga un numero sempre maggiore di pazienti che si rivolgono a Jake per dei lifting in modo da guadagnare soldi, che lei considera una pratica medica inutile e superficiale a solo scopo di lucro.
Mentre sono in campeggio con i loro padri, Bright confessa a Ephram che invidia il rapporto che lui ha con Andy, quest'ultimo non è pretenzioso con il figlio e soprattutto rispetta gli spazi di Ephram, in effetti Bright è venuto in campeggio solo perché Harold lo costringe. Bright svela a Ephram che desidera lasciare Hannah, la mancanza di intimità sessuale è per lui difficile da accettare, ma teme che questa sua decisione lo porterà a essere una persona orribile. Ephram gli spiega che lasciarla è la scelta giusta, lui e Hannah hanno aspettative diverse e Bright deve essere coerente con ciò che vuole.
Jake ha un brutto litigio con Edna, lei non fa che mancare di rispetto alle pazienti che si rivolgono a lui per il lifting, Edna non ha il diritto di giudicare coloro che si rivolgono all'ambulatorio, e in ogni caso Jake adesso deve pagare di tasca sua un'infermiera che dovrà aiutarlo con un intervento laser per Bonnie, ci teneva che fosse Edna ad assisterlo ma quest'ultima non saprebbe aiutarlo dato che non si è iscritta ai corsi di aggiornamento che Jake le aveva proposto. Durante il campeggio, mentre Ephram è solo con Andy davanti al fuoco, gli confessa che avere Kyle come allievo è strano: gli ricorda lui quando era un liceale essendo un ragazzo frustrato ed esigente. Quando Andy domanda a Ephram per quale motivo è tornato a Everwood, lui ammette che la ragione è Amy, la ama ancora, è la persona più importante della sua vita e si è pentito di non aver lottato di più per lei.
Durante la serata alla casa degli orrori, Amy vede Reid in compagnia di un'altra ragazza, all'inizio pensa che sia la sua fidanzata, ma poi scopre che lei ha già un altro ragazzo, il giorno dopo Reid, dando prova di ricambiare l'attrazione per Amy, la bacia. Bright mentre fa canottaggio con suo padre, confessa a Harold che non gli piace più fare campeggio con lui, Harold ci rimane un po' male ma Bright gli fa capire che fanno campeggio insieme da anni, e ormai per lui è diventato tutto troppo ripetitivo.
Edna si scusa con Jake, adesso ha capito che la medicina è evoluzione di conseguenza lei non potrà aiutarlo se non impara a stare al passo con i tempi, decide finalmente di iscriversi a un corso di aggiornamento. Tuttavia Edna fa notare a Jake che ultimamente si è sobbarcato troppo lavoro, consigliandogli di trascorrere più tempo con Nina e Sam, se si concentrerà troppo sulla carriera a farne le spese sarà la sua vita privata.
La madre di Kyle ringrazia Ephram per le lezioni di pianoforte che dà al figlio, anche perché lo fa gratuitamente, il marito ha lasciato lei e Kyle per un'altra donna, ormai Kyle e suo padre non hanno più un rapporto oltre al fatto che ha pochissimi amici, ma da quando studia con Ephram suo figlio è più contento. Benché Bright volesse lasciare Hannah, quando la vede non trova il coraggio di farlo, decidendo di rimanere con lei.

## Analisi di coppia
- Titolo originale: Free Fall
- Diretto da: Arvin Brown
- Scritto da: Greg Berlanti e Nancy Won

### Trama
A Nina manca frequentare Delia, infatti ormai non si vedono più molto dato che Nina, alla luce dei dissapori tra Andy e Jake, si è distanziata dalla famiglia Brown. Anche se Andy sarebbe ben disposto a tentare con Jake una riconciliazione, quest'ultimo per orgoglio non vuole avere più nulla a che fare con lui.
Ephram è un po' turbato dato che Andy gli ha rivelato che Amy frequenta Reid, prova a chiederle di uscire ma lei declina l'invito, ormai Ephram ha capito che le piace Reid, tra l'altro Amy si sente a disagio a parlare proprio con Ephram di questo tipo di argomenti. Ephram decide adesso di concentrarsi su Kyle e aiutarlo per l'ammissione alla Juilliard, tuttavia il ragazzo è demotivato, la sua famiglia non ha soldi, dovrebbe spendere anche solo cento dollari per spedire il modulo di ammissione, e per orgoglio non accetta che Ephram gli possa prestare il denaro.
Harold scopre che Rose aveva speso undicimila dollari per un viaggio in Africa, infatti desiderava farlo qualora non fosse guarita dal cancro, tuttavia è rimborsabile. Harold è preoccupato per Rose, ha perso il seggio di sindaco, e teme che ora non abbia più niente a cui dedicarsi.
Nina organizza una seduta di terapia per Jake e Andy, seguiti da Leslie Hammond, una psicologa. Benché Andy sia dispiaciuto per aver tentato di interferire tra Jake e Nina, appare evidente che il vero problema è il complesso di inferiorità che Jake prova per Andy, quest'ultimo è sempre stato un uomo di successo e teme il confronto con lui. Andy gli fa capire che le sue preoccupazioni sono infondate, per tanto tempo Andy si è isolato mentre Jake riesce a bilanciare il lavoro e la vita privata in un modo in cui lui non è mai riuscito a fare, non ha ragioni per sentirsi inferiore a Andy.
Amy e Reid escono per un appuntamento, ma lei non si diverte molto, Reid non è una persona molto passionale e infatti non è particolarmente interessato a Amy. Le fa capire che al momento non può legarsi a lei, è al primo anno della facoltà di medicina, adesso deve concentrare le sue attenzioni sullo studio, non avrebbe tempo per una relazione. Reid ha capito che Amy vuole stare con lui solo perché non è abituata a essere single, ma le fa notare che non avere una relazione impegnativa comporta anche dei vantaggi, ad esempio Amy adesso ha l'opportunità di concentrarsi sulle proprie ambizioni personali, e comprendere cosa desidera fare della sua vita quando avrà concluso l'università.
Harold cerca di convincere Rose a trovarsi un lavoro, ma lei adesso non se la sente, ha sconfitto il cancro e ora non è pronta per nuovi progetti, infatti al contrario di lei Harold ha la sua carriera di medico, ma Rose adesso sente di non avere nulla, per tanto tempo crescere i figli è stato lo scopo della sua vita ma ormai Amy e Bright sono grandi e non hanno più bisogno di lei. Ephram porta Kyle in una caffetteria dove c'è un pianoforte, lo esorta a suonare davanti a tutti, e chi lo ascolta gli dà dei soldi. In tutto raccoglie cinquanta dollari, è la metà per la tassa del modulo di iscrizione, Ephram copre il resto della cifra, in futuro Kyle gli restituirà i soldi.
Harold fa un'inaspettata sorpresa a Rose: faranno insieme il viaggio in Africa che lei desiderava fare all'inizio, adesso non è necessario che Rose abbia dei progetti a cui dedicarsi, e lui non doveva insistere affinché trovasse all'istante un lavoro, per adesso possono semplicemente godersi un po' di divertimento.

## Una scelta difficile
- Titolo originale: Pro Choice
- Diretto da: David Paymer
- Scritto da: Greg Berlanti e Barbie Kligman

### Trama
Ephram non sopporta la presenza di Reid in casa, tenta persino di convincere Bright a mandarlo via dato che, dal momento che Ephram ha più allievi con il corso di pianoforte, può coprire l'affitto anche senza Reid. In realtà Bright ha capito che è solo geloso dato che esce con Amy, infatti Ephram la sera prima li aveva visti mentre amoreggiavano, Bright tenta di rasserenarlo perché probabilmente quella tra Amy e Reid è una relazione senza prospettive.
Hannah riceve l'inaspettata visita di sua madre che le dà una terribile notizia: il marito è morto a causa della Corea di Huntington. Hannah si arrabbia perché la madre, oltre al fatto che non le ha consentito di stare accanto al padre nei suoi ultimi giorni di vita, invece che fargli un funerale lo ha cremato. Intanto Andy dà una cattiva notizia al suo paziente Brian, egli ha bisogno di un trapianto di rene. La figlia Stacey sarebbe disposta a donargli uno dei suoi, ma Brian non intende esporla a questo rischio. Tuttavia Stacey fa le analisi per vedere se è compatibile, ma dalle lastre emerge che ha un solo rene.
Reid, notando che Ephram coglie ogni occasione per provocarlo, capisce che il fatto che lui frequenti Amy gli dà fastidio, è disposto a rinunciare a lei, ritenendolo giusto considerando che Ephram la conosce da più tempo, ma gli consiglia di approfittarne e di provare a riconquistarla. Ephram va quindi a casa di Amy per confessarle quello che prova, ma non ci riesce, comprende che Reid le piace molto e dunque accetta con rassegnazione la loro relazione.
Hannah è in collera con sua madre, accusandola di averla mandata a vivere da Nina solo per sbarazzarsi di lei. Tuttavia sua madre afferma che non è vero, per tanto tempo è rimasta da sola ad accudire il marito, praticamente non ha più una vita sociale, lei voleva davvero che Hannah restasse al suo fianco, si era solo limitata a proporle di vivere con Nina, e in effetti era stata Hannah ad accettare. Adesso Hannah ha capito che in realtà è lei che ha abbandonato sua madre, voleva solo fuggire per non dover vedere il padre che peggiorava per via della Corea di Huntington. Hannah e sua madre di abbracciano, infine regala alla figlia una delle urne in cui sono state divise le ceneri del marito.
Brian confessa a Stacey che lei aveva una gemella, per via di una malformazione era nata senza reni, quindi nel tentativo di salvarla asportarono uno dei reni di Stacey per darlo alla sorella che però è vissuta solo per tre giorni, ecco perché Stacey ha un solo rene. Brian può operarsi dato che è stato trovato un altro donatore, ma Stacey non intende stargli vicino durante l'intervento, non lo perdona per non averle mai raccontato la verità sulla gemella. Ephram e Andy parlano con Stacey per tentare di convincerla a restare accanto a Brian durante l'intervento, Ephram ha perdonato Andy per avergli nascosto la gravidanza di Madison, quindi anche Stacey può perdonare Brian.
Mentre Ephram è seduto sul divano con suo padre, ammette che non ha avuto il coraggio di dichiarare a Amy il suo amore per lei. Andy gli svela di essersi innamorato di Nina e che non è riuscito a conquistarla pur avendoci provato, facendo capire al figlio che non è così grave che non abbia detto a Amy quello che sente per lei, affermando che confessare i propri sentimenti alla persona che si ama non sempre risolve i problemi.

## Vite spericolate
- Titolo originale: So Long, Farewell...
- Diretto da: Joyce Chopra
- Scritto da: Greg Berlanti e Josh Reims

### Trama
Jake si prende un giorno libero per pedalare in bicicletta con il suo amico Cliff percorrendo una discesa in montagna, Cliff tuttavia preferisce rimandare dal momento che la pista è chiusa al pubblico per accertamenti sulla sicurezza. Hannah ha deciso di tornare in Minnesota con la madre, quindi Amy e Bright si preparano a dirle addio, anche se entrambi soffrono dato che dovranno separarsi da lei.
Nina è preoccupata per Jake, non gradisce che lui si dedichi ad attività sportive così pericolose, oltre al fatto che sta lavorando tantissimo, lui infatti sembra incapace di vivere in maniera serafica. Cliff, convinto da Jake, si lancia comunque con la bicicletta percorrendo la discesa in montagna, ma poi Jake lo soccorre: ha sbattuto violentemente su una roccia, la sua spina dorsale è lesionata, da ora è paralizzato e dovrà vivere su una sedia a rotelle.
Ephram tenta di convincere Hannah a non lasciare Everwood, Amy ha bisogno dell'amica e ormai Everwood è il posto a cui Hannah appartiene. Bright non vuole rinunciare ad Hannah, le propone una relazione a distanza, ma lei si rifiuta di farlo, l'amore che li unisce perderebbe di ogni significato se vivessero in due posti diversi senza poter stare effettivamente insieme. Alla fine la madre di Hannah la convince a restare a Everwood, lei lì è felice, tra sei mesi prenderà il diploma e poi andrà all'università, non avrebbe senso tornare a vivere in Minnesota, promettendo alla figlia che verrà a farle visita più spesso, e anche lei può venire a trovarla.
Jake va a trovare Cliff in ospedale, quest'ultimo è visibilmente in collera con lui, è stata di Jake l'idea di percorrere quella discesa, e adesso Cliff non potrà più camminare. Mentre Jake è tutto solo nel proprio ufficio, mortificato per quello che è accaduto, prende un flacone di pillole.

## Amore senza fine
- Titolo originale: Getting to Know You
- Diretto da: Joe Pennella
- Scritto da: Greg Berlanti e Tom Garrigus

### Trama
Jake inizia a bere e a fare uso di pillole, telefona a suo fratello Brian il quale è preoccupato per lui, tanto che va a trovarlo a Everwood. Nina ha capito che Jake non sta bene, si assenta e non risponde alle telefonate, lui sminuisce le sue preoccupazioni, tanto da fare dei costosi regali e lei e Sam, addirittura vuole portarli in vacanza a Vail.
Ephram si sente a disagio perché Amy ormai lo considera sempre di più un amico, le sue speranze di riconquistarla stanno svanendo. Amy va a trovarlo per studiare, Bright gli fa notare che il problema è che, finché userà un approccio amichevole con Amy, non torneranno mai insieme, se vuole stare lei deve conquistarla in modo più diretto. Ascoltando il consiglio dell'amico, mentre è tutto solo con Amy, la bacia e in un momento di debolezza fanno l'amore. Amy nota che nella camera da letto di Ephram ci sono delle cartoline, lui le confessa che sono quelle che non le ha spedito durante il suo viaggio in Europa, pensava a lei ogni giorni ma temendo che Amy non volesse avere più niente a che fare con lui ha preferito non dargliele.
Rose mette al corrente Harold delle proprie intenzioni: per tanto tempo si è prodigata come sindaco di Everwood, e oltre a ciò l'unica cosa bella che ha fatto nella vita è stato crescere Bright e Amy, infatti vuole avere un altro figlio, desidera adottarne uno.
Andy scopre con grande delusione che Delia e le sue amiche si divertono a prendersi gioco di una ragazza, tramite una chat si spacciano per un corteggiatore al solo scopo di umiliarla. Nina purtroppo gli fa capire che ormai Delia a dodici anni, sta crescendo e a quell'età è facile confondersi e ridefinire la propria personalità.
Non è sfuggita all'attenzione di Hannah che Bright non è indifferente all'avvenenza delle altre ragazze, lei infatti non si sente attraente, non ha mai voluto familiarizzare con la sua femminilità. Quando va a trovare Bright a casa sua, lui la chiude in bagno, e la convince a guardarsi allo specchio in modo che capisca quanto sia bella. Inaspettatamente quando Bright apre la porta del bagno trova Hannah senza vestiti, è la prima volta che lei si mostra completamente nuda davanti a un ragazzo.
Nina ha notato che Brian stava rovistando tra la loro roba, infatti chiaramente stava cercando le pillole che il fratello nasconde. Nina vuole da Jake delle spiegazioni, e lui le confessa che non fu totalmente sincero con la fidanzata quando le raccontò le motivazioni che lo spinsero a lasciare Los Angeles, quando quel ragazzo è morto a causa dei farmaci che gli aveva prescritto. C'è infatti un'altra parte della storia che Nina non conosceva, Jake era diventato dipendente dai farmaci, lasciò Los Angeles perché l'albo dei medici lo costrinse a seguire un programma per disintossicarsi, altrimenti lo avrebbero radiato. È da un anno che si è ripulito ma recentemente ha avuto una ricaduta, a quel punto Nina disgustata dal fatto che Jake le aveva nascosto tutti questi segreti, lo caccia via di casa, va poi a trovare Andy il quale abbraccia l'amica.

## Cuori irraggiungibili
- Titolo originale: Ghosts
- Diretto da: Ellen S. Pressman
- Scritto da: Greg Berlanti e David Hudgins

### Trama
Everwood è in fermento per il libro di Irv che è stato pubblicato e che si rivela un successo, intanto Jake va a Carbondale per disintossicarsi nella clinica dove in passato si era già ricoverato. Nina è dispiaciuta per Sam dato che lui era affezionato a Jake, ma ormai lei non ha più la forza di stargli vicino. Ephram vorrebbe fare un tentativo per chiarirsi con Amy dopo che aveva sesso con lei, la ragazza accetta dunque il suo invito a cena.
Andy è furibondo con Irv, nel libro il personaggio a lui ispirato è dipinto in maniera impietosa, muore da solo e il suo solo affetto è rappresentato da quello dei due figli. Andy si sente offeso, come se Irv lo condannasse all'eterna infelicità e il duro lavoro che Andy ha fatto negli ultimi anni per diventare una persona migliore non fosse valso a niente. Irv si scusa, non intendeva umiliarlo, ma purtroppo non nega che quando Andy venne a Everwood era pervaso dalla sofferenza, si è impegnato per migliorare la sua vita e adesso ha un equilibrio migliore tra la famiglia e il lavoro di medico e chirurgo, ma ancora adesso l'infelicità sembra essere un tratto dominante del suo carattere, ha intrapreso relazioni con donne con cui non avrebbe mai diviso la sua vita, è evidente che il ricordo di Julia è ancora la fonte del suo dolore.
Nina va a trovare Jake alla clinica, lui è mortificato, è consapevole che tra loro due è finita, e la ritiene la cosa più giusta temendo che, se rimanessero insieme, lui le sarebbe soltanto di peso. Andy rimprovera Delia per quello che lei e le sue amiche stanno facendo a quella ragazza prendendola in giro, confessandole che ha spiato la sua chat. Delia si arrabbia affermando che è stata una violazione della sua privacy, aggiungendo che Andy al contrario di Julia è un pessimo genitore, arriva anche ad affermare che sua madre era stufa di lui e di averlo per marito dato che non faceva altro che trascurarla.
La madre di Kyle telefona a Ephram chiedendogli di tenere d'occhio il figlio, il quale non fa altro che saltare le lezioni. Infatti Kyle si assenta da scuola per studiare il pianoforte, a quel punto Ephram lo rimprovera aspramente, Kyle si illude che riuscirà a farsi ammettere alla Juilliard senza difficoltà ecco perché non dedica tempo alla scuola.
Harold ha notato quanto Andy stia male a causa del libro di Irv, infatti è stufo perché le persone non hanno fatto altro che additarlo come un uomo inaffidabile quando in realtà lui ha amato profondamente la moglie, mentre Julia invece lo tradiva. Andy rivela a Harold che quando scoprì del tradimento andò a vivere in un albergo, tornò a casa solo quando Julia lasciò il suo amante, ma lui e la moglie non affrontarono mai l'argomento e quattro mesi dopo Julia morì. Harold ha capito che il vero problema è che Andy si era illuso che, con la morte di Julia, la rabbia per il tradimento fosse stata totalmente dimenticata, ma non ha mai elaborato la sofferenza che le infedeltà di Julia gli causarono.
Ephram va nel suo vecchio liceo per sorvegliare Kyle, ma stare lì risveglia in lui strane sensazioni, infatti rivela a Kyle che proprio studiando in quel liceo ha conosciuto Amy e Bright che hanno avuto un ruolo importante nella sua vita. Ephram fa notare a Kyle che, sebbene lui brama di entrare alla Juilliard, in quell'ambiente sarà completamente solo, e potrebbe non essere una bella esperienza, consigliandogli di affrontare il liceo con maggiore ottimismo in modo da godere appieno della propria adolescenza.
Hannah fa capire a Nina che lasciare Jake è stato uno sbaglio, anche se non sarà facile aiutarlo lei è una donna forte e altruista, e queste sono le sue qualità migliori. Nina va alla clinica e chiede a Jake di tornare a vivere con lei, all'inizio si era messa con Jake perché lo aveva idealizzato come l'uomo perfetto, ma ora ha capito di amarlo per quello che è, infine i due si riconciliano. Andy intanto chiede scusa a Irv per come aveva reagito, grazie a lui ha capito che ci sono ancora dei problemi irrisolti con Julia. Andy decide di scrivere una lettera alla defunta moglie, in modo da confrontarsi con lei (seppur indirettamente) per quello che successe.
Ephram va a cena con Amy in un ristorante, ammette che l'aveva lasciata perché, dato che erano solo due liceali, trovava inverosimile che Amy potesse realmente essere la ragazza con cui avrebbe trascorso la sua vita, e ora si pente di non aver dato maggior fiducia al loro amore. Amy non nega che fare l'amore con lui le è piaciuto molto, ma adesso non può stare con Ephram, quest'ultimo è cresciuto molto dal suo viaggio in Europa e ora anche Amy ha capito che deve fare delle esperienze personali fuori dal loro rapporto, desidera ancora stare con lui ma ha capito che se avranno un'altra opportunità, sarà l'ultima, e quindi vuole aspettare il momento giusto, perché non vuole ancora rinunciare alla speranza che Ephram sia l'amore della sua vita.

## Addio, maestro di vita!
- Titolo originale: Lost and Found
- Diretto da: Perry Lang
- Scritto da: Greg Berlanti e Nancy Won

### Trama
Ephram studia con Bright all'università statale, al contrario dell'amico fatica a prendere buoni voti, inoltre è indifferente alle ragazze, lui continua a pensare solo a Amy. Ephram impara a conoscere meglio Reid scoprendo che suo fratello soffre di bipolarismo, il suo medico curante lo aiutò a stare meglio, da allora Reid decise di studiare medicina; sentendo queste parole Ephram si rende conto che Reid ama inseguire ciò che lo appassiona, un principio che Ephram ha smarrito, ormai non riesce nemmeno a suonare il pianoforte.
Irv lascia Everwood per il tour promozionale del suo libro, e mentre Edna è sola in casa viene colta da un malore, Andy la porta all'ospedale dove le viene spiegato che lei non soffre di problemi cardiaci, è stato in realtà un attacco di panico. Harold e Rose fanno domanda di adozione, ma all'inizio volevano solo prendere un custodia un neonato, tuttavia l'assistente sociale spiega ai due che forse potrebbero affidargli bambini più grandi, ma potrebbe trattarsi di casi delicati, ragazzi con precedenti di malattie in famiglia o che soffrono di disturbi comportamentali, e infatti Harold e sua moglie temono che non riuscirebbero a gestire questo tipo di soggetti.
Laurie Fields, insegnante di Amy alla facoltà di studio femminista, le propone di lavorare al suo fianco in un consultorio per ragazze. Amy propone a Hannah di lavorare con lei, ma quest'ultima non è molto entusiasta di quell'ambiente dato che promuove l'educazione sull'uso della pillola anticoncezionale a ragazze di quattordici anni oltre al fatto che viene praticato l'aborto. Amy si mette a litigare con lei vista l'immaturità con cui Hannah affronta l'argomento, inoltre è stanca che lei le faccia costantemente pressione per tornare con Ephram, avendo capito che Hannah vede in Amy, Bright e Ephram il suo punto di riferimento, ecco perché ci tiene che tornino insieme in modo da illudersi che resteranno uniti per sempre come gruppo, accusando Hannah di essere intrappolata nelle sue abitudini, mentre Amy invece sente il bisogno di frequentare altre persone e aprirsi a nuove esperienze, aggiungendo inoltre che Hannah e Bright non resteranno insieme per sempre.
Ephram viene a sapere che Will è morto, è da due mesi che non lo sentiva, va a casa sua insieme a Bright e Hannah alla veglia funebre, conosce il figlio di Will che invita Ephram a intrattenere gli ospiti con il pianoforte, e lui lo suona con entusiasmo. Andy fa capire a Edna che l'attacco di panico è dovuto al fatto che si sente sola in casa, infatti le dà fastidio che Irv sia così soddisfatto del tour promozionale, viaggiando senza di lei. Irv però le fa una sorpresa, è tornato da lei perché ne sentiva la mancanza, e adesso deve andare a Chicago per il tour e vuole che Edna venga con lui, la moglie accetta con gioia.
Rose fa notare a Harold che anche Amy è stata una ragazza adolescente problematica, ma Harold aveva saputo gestire bene quella situazione così difficile, non deve dubitare del fatto che sia un buon genitore, e in ogni caso indipendentemente dal fatto che Harold decida di adottare o meno, lei lo sosterrà qualunque sia la sua scelta. Andy rimane sorpreso quando vede nel salotto di casa sua un pianoforte, è stato Ephram a comprarlo con alcuni soldi che ha risparmiato, decide di ricominciare a esercitarsi con la musica.

## Un rabbino per Delia
- Titolo originale: You're a Good Man, Andy Brown
- Diretto da: Arvin Brown
- Scritto da: Greg Berlanti e Anna Fricke

### Trama
La professoressa Fields spiega a Amy che il consultorio ha bisogno di un nuovo medico che insegni la pratica dell'aborto, quindi Amy si offre di chiederlo a Harold. Intanto Andy assume Josh, un giovane rabbino, in modo da preparare Delia per il bar mitzvah che avverrà tra tre mesi, però Andy nota che c'è qualcosa di strano in lui, è disattento e anche maldestro, lo prende dunque come paziente temendo che abbia qualcosa che non va.
Andy si arrabbia con Ephram trovando assurdo che dedichi tutto quel tempo ad aiutare Kyle per l'ammissione alla Juilliard, anche a sacrificio del proprio tempo, benché Kyle non possa nemmeno pagarlo. Kyle ha un appuntamento con suo padre in una caffetteria, non hanno più un rapporto da quando i genitori hanno divorziato, nonostante tutto il ragazzo gli vuole ancora bene e ci tiene a riaverlo nella propria vita, ma lui non si presenta all'appuntamento.
Harold si rifiuta di insegnare la pratica dell'aborto al consultorio, suo padre lo faceva solo perché cercava di aiutare le ragazze in difficoltà in un'epoca dove alle donne non venivano offerte molte possibilità, ma Harold si è fatto degli scrupoli ad applicare gli aborti, ed è per questo che non intende insegnarlo. Davanti al rifiuto del padre decide di chiedere aiuto a Andy, non nega però che Harold l'abbia delusa molto, infatti proprio come Hannah anche da lui si è sentita giudicata dato che, contrariamente e loro, lei non trova l'aborto una pratica immorale.
Andy dà a Josh una buona notizia, lui non sta male, i suoi bizzarri comportamenti sono dovuti al disturbo da deficit di attenzione, i suoi genitori non credevano nelle pratiche mediche, infatti prima di conoscere Andy non si era mai fatto visitare da un medico e dunque non gli era mai stato diagnosticato. Delia intanto legge a Andy, che ascolta con commozione, il discorso che lei ha preparato per il suo imminente bar mitzvah, dove spiega che quando venne a Everwood lei, come Andy, si affidava troppo al ricordo di Julia, ma adesso non ne sente più la necessita perché in questi anni Andy è diventato un bravo padre che si prodiga sempre per non farle mancare niente, ormai Delia non sente più il bisogno di cercare rifugio nel fantasma di Julia perché insieme a lei c'è Andy.
Kyle all'inizio, in reazione al fatto che suo padre non è venuto all'appuntamento, decide di non iscriversi più alla Juilliard, ma Ephram lo convince a non rinunciare alle sue ambizioni, anche Ephram come lui ha commesso lo sbaglio di nascondersi dietro la rabbia che provava per Andy, è così facendo si è auto-sabotato ma ora ha capito che non è stata colpa di Andy se ha rinunciato alla musica. Mentre Ephram è solo con Andy gli confessa che, il bisogno di prendersi cura di Kyle, è animato dal rimorso di aver abbandonato suo figlio, anche se Ephram non ha colpa di quanto accaduto teme che un giorno, quando suo figlio sarà più grande, si presenterà da lui e vorrà delle spiegazioni. Ephram, non avendo conosciuto suo figlio, si sente incompleto, ma Andy gli fa capire che questa è solo una sensazione temporanea, perché arriverà il momento in cui riuscirà a colmare il suo senso di vuoto.

## Confidenze
- Titolo originale: An Ounce of Prevention
- Diretto da: Perry Lang
- Scritto da: Greg Berlanti e Bryan M. Holdman

### Trama
Andy prende come paziente Ellie, è una liceale e la madre è morta per il cancro al seno, anche la sorella maggiore Ruth lo ha avuto, e quindi desidera fare l'analisi del sangue. I risultato non sono positivi, infatti è predisposta ad averlo, tanto che Andy le propone una mastectomia preventiva benché sia ancora molto giovane. Ruth tenta di scoraggiarla dato che è un intervento molto invasivo, ma Ellie accetta.
Ephram va a prendere Kyle a scuola e lo vede in compagnia di una ragazza che lo invita a un ballo scolastico al quale lui non è minimamente interessato, lui odia il liceo e brama di andarsene il prima possibile provando indifferenza per i suoi compagni di scuola. Ephram confessa Reid che trova strano che Kyle non parla mai di ragazze non avendo mai mostrato per loro un qualunque interesse, Reid mette Ephram davanti alla realtà dei fatti: Kyle è gay. Ephram si rifiuta di accettarlo, dando per scontato che Kyle è soltanto abituato a isolarsi e dunque non ha esperienza con le ragazze, dunque lo spinge ad andare al ballo con la ragazza che lo aveva invitato benché Kyle non ne fosse per nulla entusiasta.
Hannah e Bright passato il loro tempo libero a fare sempre le stesse cose, lei teme che se si annoiassero ciò influenzerebbe negativamente la loro relazione, dunque decide di preparare per Bright una cena hawaiana a casa del ragazzo, ma poi lei e Bright iniziano ad avvertire del prurito. Harold va a casa di Bright a visitarli scoprendo che, avendo mangiato del pesce conservato male, hanno contratto l'avvelenamento da sgombroidi.
Ephram va a prendere Kyle dal ballo scoprendo che per lui è stata un'esperienza orribile, non si è divertito affatto, è praticamente sconvolto, specialmente quando la ragazza con cui era andato lo aveva baciato mentre era ubriaca, ora vuole solo tornare a casa. Ormai Ephram non può più ignorare che Kyle è gay, ne parla con Amy la quale gli fa capire che lui non voleva accettare l'omosessualità di Kyle solo perché voleva proteggerlo, dato che Ephram è consapevole che, essendo gay, Kyle al liceo sarà condannato all'isolamento. Amy fa comprendere a Ephram che Kyle nel contesto liceale resterà sempre un emarginato, Ephram non può risolvere questo problema, ma solo limitarsi a rimanere vicino a Kyle.
Ruth si arrabbia con Andy per non aver provato a dissuadere Ellie dal fare la mastectomia preventiva, anche perché nemmeno Andy è d'accordo con questa soluzione. Per Ruth non è stato facile affrontare il cancro al seno, ha sofferto molto e non si sente nemmeno una donna attraente, non vuole che Ellie debba passare quello che ha subito lei, anche perché il fidanzato di Ellie ha deciso di lasciarla sapendo dell'intervento. Andy va a casa di Ellie per convincerla a non sottoporsi alla mastectomia preventiva, ma non è necessario, lei ha già cambiato idea, la rottura con il suo fidanzato le ha fatto capire che semplicemente il dolore è inevitabile e si presenta in forme diverse, prevenire non risolve tutti i problemi e adesso desidera vivere senza lasciarsi condizionare dal cancro.
Dato che Bright e Hannah stanno ancora male, passano tutta la notte a dormire insieme (per la prima volta) nello stesso letto. Bright comprende che lei in parte ha ragione, devono vivacizzare la loro relazione, però Hannah non deve lasciarsi condizionare dall'eventualità che loro due resteranno insieme per sempre o che la loro storia sia destinata a finire, sono ancora giovani e devono principalmente pensare a divertirsi.
Mentre Kyle è depresso nella sua camera da letto riceve la visita di Ephram, ormai Kyle ha capito che lui ha intuito della sua omosessualità, tuttavia Kyle si rifiuta di accettarlo, temendo che, se tutti scoprissero che è gay, ciò lo condannerà a un'esistenza infelice. Ephram gli fa capire che non può continuare con questo stile di vita, mentire e dissimulare la sua vera natura alla lunga peggiorerà le cose, facendogli comprendere che deve smetterla di coltivare l'ossessione che le persone lo odiano perché l'unico disprezzo è quello che Kyle prova nei propri confronti. Ephram, mentre è insieme a suo padre, ammette che (dopo il confronto con Kyle) per la prima volta ha capito quanto per Andy è stata dura nascondere al figlio la gravidanza di Madison, anche se Andy si è comportato male ora ha compreso quanta paura avesse suo padre all'idea che Ephram potesse rovinarsi la vita se avesse saputo la verità. Andy è visibilmente soddisfatto perché, nonostante i dissapori tra loro due, Ephram è ancora al suo fianco, il loro rapporto è sopravvissuto alle loro incomprensioni.

## Gelosia
- Titolo originale: Across the Lines
- Diretto da: Peter Markle
- Scritto da: Greg Berlanti e Barbie Kligman

### Trama
Ephram ha notato che Reid ha arrabbiato, la sua media scolastica sta peggiorando, rischia di perdere la borsa di studio e così non diventerà un medico. Ephram gli suggerisce di rivolgersi allo psicologo dell'università, il quale dopo aver constatato che Reid studia già 14 ore al giorno, non riesce a stare al passo con il programma di studio, ritenendo che lui semplicemente non è fatto per la medicina. Reid si rifiuta di ascoltarlo, lui intende diventare un medico senza compromessi.
Andy e Jake assistono a un incidente stradale, Ed Carnahan che era ubriaco al volante ha sbattuto contro un albero. I due medici gli prestano soccorso e lo fanno ricoverare in ospedale, Andy ritiene giusto avvisare la polizia dato che Ed guidava in stato di ebrezza, ma Jake gli chiede di non farlo: vuole provare ad aiutarlo con il suo alcolismo, infatti vuole istituire a Everwood un gruppo di auto-aiuto. Nina tenta di scoraggiarlo, Everwood è una città di provincia e le persone hanno paura di mettere a nudo i loro problemi, è un'iniziativa che potrebbe non avere successo.
Harold sorprende Rose a fumare della marijuana in compagnia di Bill, un suo amico del gruppo di sostegno del cancro. Harold non lo sopporta, avendo notato che Bill è attratto da Rose, inoltre ci rimane male quando scopre che Rose gli ha confidato che lui e il marito desiderano adottare un bambino.
Amy, avendo notato che Hannah è dispiaciuta dal fatto che trascorrono poco tempo insieme, la invita a cena in un ristorante, ma poi Hannah scopre che non sono sole, Amy ha portato con sé Beth e Kate, due sue amiche, ci teneva a presentargliele. Hannah non si diverte molto con loro, le considera troppo superficiali. Hannah e Amy si mettono a litigare, quest'ultima ammette che non sopporta il fatto che Hannah è falsa, non sa essere sincera perché non ha la forza di affrontare direttamente i problemi, mentre Hannah a sua volta accusa Amy di essere egoista con Ephram, lei vuole sempre avere il controllo sui suoi rapporti affettivi, Amy non vuole stare con Ephram ma contemporaneamente non ha il coraggio di chiudere definitivamente la loro relazione dando al ragazzo false speranze, è per questo che Ephram non riesce ad andare avanti con la sua vita.
Rose confessa a Harold che le sue preoccupazioni purtroppo erano fondate, Bill l'ha baciata, desiderava solo sedurla, ammette però che le è piaciuto vedere Harold un po' geloso. Lui però le spiega che, ciò che gli dava fastidio, non era la preoccupazione che Rose potesse tradirlo, sa che è una moglie devota, ma che gli avesse parlato dalla loro intenzione di adottare. Rose non nega che è difficile parlare con Harold dell'adizione, ha dei dubbi e teme di confidarli al marito, perché esiste la possibilità che il cancro, benché sia guarita, pregiudichi la possibilità che le venga concesso un bambino da adottare.
Jake si arrabbia con Andy che, andando contro il suo volere, ha avvisato la polizia. Andy spiega a Jake che Ed deve rispondere di ciò che fatto, ma in ogni caso Jake potrà aiutarlo con il gruppo di auto-aiuto, Andy decide infatti di sostenerlo e gli offre il suo studio medico per le riunioni, gesto che Jake apprezza molto. Reid tiene un esame ma, cercando di non farsi vedere, ha annotato le risposte in un figlio nascosto dentro la manica della sua maglia, tentando di prendere un buon voto imbrogliando.

## Tentazioni
- Titolo originale: The Land of Confusion
- Diretto da: Charlie Stratton
- Scritto da: Greg Berlanti e Tom Garrigus

### Trama
Andy mette la sua casa a disposizione di Ephram per il saggio di pianoforte dei suoi allievi, Kyle gli dà una bellissima notizia: lui e sua madre andranno a New York perché è stato selezionato per un esame di ammissione alla Juilliard, Ephram è orgoglioso che un suo allievo abbia ottenuto un tale traguardo. Nina è fiera di Jake il cui programma di auto-aiuto sta dando sostegno alle persone, tanto che confessa a Andy che vorrebbe avere con Jake un figlio tutto loro.
Bright, per una scommessa, aveva tentato di distruggere una tavola di legno con la mano sinistra, finendo col fratturarsela. Lui e Hannah litigano perché, anche se si amano, questo rappresenta un problema nel loro rapporto, entrambi tentano di adeguarsi l'uno all'altra, ma col solo risultato che sono infelici. Reid fa notare a Bright che il vero ostacolo nel loro rapporto è che, per via della ferrea convinzione di Hannah di aspettare il matrimonio prima di fare sesso, in mancanza di quel tipo in intimità, Bright non è contento di stare con lei. Reid cerca di convincerlo a parlarne con lei, è probabile che Hannah potrebbe lasciarlo sollevando l'argomento, ma la cosa giusta è essere sincero con la sua fidanzata altrimenti, anche se restassero insieme, la loro sarà soltanto una relazione fondata sulle menzogne.
Ephram non vuole più studiare all'università statale, vuole iscriversi alla Colorado A&M dato che Chris, che già l'anno scorso gli aveva proposto l'università, lo potrebbe far ammettere. Andy però, alla luce dei successi che Kyle sta ottenendo, vorrebbe convincere Ephram ad ambire a un conservatorio di alto livello, lui vuole studiare alla Colorado A&M principalmente per stare vicino a Amy, ma potrebbe non riuscire a riconquistarla, adesso deve concentrarsi sulle proprie ambizioni. Ephram è della convinzione che non riuscirà a farsi ammettere alla Juilliard, non è più un liceale e le probabilità non sono a suo favore, ma Andy gli fa notare che esistono altre valide alternative, infatti potrebbe aiutarlo a entrare al conservatorio di Yale.
Bright incontra Ada e la aiuta a portare nel suo negozio di maglieria un tavolo, poi i due rimangono soli e lei cerca di sedurlo con insistenza, tanto che Bright cede quando Ada inizia a spogliarsi, e i due fanno sesso, anche se lui se ne pente subito dopo.
Ephram va ad assistere a un concerto del celebre pianista Andre Harvey, suo padre venne operato da Andy, è disposto a offrire a Ephram un esame di ammissione a Yale. Tuttavia conoscendolo meglio Ephram inizia a capire quanto sia solitaria la vita di un pianista di successo, Andre vive solo in funzione della carriera, non ha una fidanzata né tanto meno un rapporto con la sua famiglia. Ephram, durante il saggio di musica dei suoi allievi, viene raggiunto da Kyle il quale lo informa che il suo esame di ammissione alla Juilliard è stato un successo, lui e la madre si trasferiranno a New York dato che gli è stata concessa una borsa di studio. Kyle gli svela che ha trovato il coraggio di confessare alla madre la sua omosessualità, benché lei già lo sapesse, ringrazia Ephram il quale è riuscito a cambiare in meglio la sua vita.
Il programma di auto-aiuto di Jake sta riscuotendo tanto di quel successo che conosce degli investitori che vorrebbero aiutarlo ad ampliarlo a livello nazionale. Nina è preoccupata temendo che Jake metta la carriera prima di lei, specialmente quando gli rivela che vorrebbe avere da lui un bambino. Jake è mortificato ma è costretto ad ammettere che non vuole avere dei figli.
Ephram informa Andy che si iscriverà alla Colorado A&M e studierà educazione musicale, ora ha capito che ciò che desidera è diventare un insegnante di musica. Ephram ha compreso che un vero pianista deve saper usare la musica per comunicare, ma lui non ha questo dono, ha sempre studiato il pianoforte per isolarsi, non riesce più a identificarsi nella figura del talentuoso pianista, ma quando aiuta gli altri come mentore trova la vera soddisfazione. Ephram telefona a Madison lasciandole in messaggio nella segreteria telefonica, chiedendole scusa per come l'aveva trattata, ha capito quanto lei avesse sofferto dopo il modo in cui Ephram aveva reagito alla scoperta della gravidanza, lei è stata una parte della sua vita e le augura di essere felice.

## Una fine annunciata
- Titolo originale: Truth
- Diretto da: Matt Shakman
- Scritto da: Greg Berlanti e Nancy Won

### Trama
A breve gli assistenti sociali dovrebbero affidare un bambino a Rose e Harold, ma quest'ultimo confessa a Andy che compilando la domanda per l'adozione ha volutamente omesso il cancro di Rose. Bright, rimpiangendo di aver tradito Hannah, la riempie di attenzioni, tuttavia Ephram mentre è insieme a loro, nota che Bright è teso e agitato quando incontrano per caso Ada, constatando che la presenza di quest'ultima lo mette a disagio. Ephram non tarda a capire che Bright ha fatto sesso con Ada, e infatti gli confessa di aver tradito Hannah. Ephram è consapevole che Bright e Hannah a causa delle loro diversità non sono fatti l'uno per l'altra, la loro relazione è durata anche troppo, infatti Ephram lo rimprovera per non averla lasciata prima, col solo risultato che Bright rimanendo con Hannah l'ha tradita.
Reid si rivolge alla clinica di Jake proponendosi per un tirocinio, ma durante il colloquio riceve una telefonata, è il consulente scolastico, i suoi insegnanti vogliono conferire con lui. Sanno che ha imbrogliato all'ultimo esame, infatti ha preso il voto più alto della classe è questo ha destato sospetto dato il suo basso rendimento, inoltre due suoi compagni di classe hanno confermato che lui ha imbrogliato. Il consulente gli spiega che Reid ora è espulso dalla loro facoltà, se ammetterà di aver imbrogliato potrebbe tra due anni fare domanda per un'altra università.
Irv e Edna durante il tour promozionale del libro incontrano Cassie, la figlia di Irv, la quale tratta con ostilità Edna, lei infatti ha sempre saputo che Cassie non ha di lei una buona considerazione dato che non si è nemmeno presentata al loro matrimonio oltre al fatto che non viene mai a trovarli. Cassie accusa Edna di averla tenuta lontana dal padre, aveva progettato un viaggio in Sudamerica che poi non hanno più fatto quando lui incontrò Edna e la sposò.
Hannah confessa a Amy che teme per la sua relazione con Bright, ha notato che lui si comporta in maniera strana. Amy ne parla con Ephram che alla fine le confessa l'infedeltà di Bright verso la fidanzata. Amy tenta di convincere Bright a confessare la verità ad Hannah, lui non vuole perderla, è la sola ragazza che abbia mai amato, ma Amy gli fa capire che nasconderle la verità equivarrà a fare ad Hannah un torto peggiore del tradimento stesso. Intanto l'assistente sociale dà a Rose e Harold una bellissima notizia, hanno trovato un bambino che verrà affidato alle loro cure, ma Rose, ignara che Harold non aveva segnalato il cancro della moglie nel modulo di adozione, menziona il proprio oncologo, e così l'assistente sociale scopre del cancro che Harold aveva tentato di nascondere.
Cassie non è solo arrabbiata con Edna, ma anche con la sua stessa madre, le accusa di aver interferito per anni nel rapporto tra lei e Irv. Quest'ultimo decide di essere onesto con Cassie, perché lui è il solo che va biasimato, non era pronto per fare il padre, non riusciva a essere presente nella vita di Cassie né tanto meno in quella della moglie, anche se lui e la figlia si vogliono bene adesso ha compreso che non hanno mai avuto un vero rapporto, finalmente ha trovato il coraggio di dirle la verità perché, per la prima volta, desidera con Cassie un legame che possa essere reale. Prima che Irv e Edna partano via, Cassie va a trovarli, si separa con affetto da Irv e saluta Edna con gentilezza.
Ormai davanti alla scoperta del cancro la domanda di adozione di Harold e Rose è stata respinta, Harold spiega alla moglie che servono cinque anni prima di poter accertare che il cancro non si manifesti una seconda volta, e purtroppo è trascorso un solo anno da quando lei è guarita, se avesse segnalato nella domanda di adozione il cancro gli assistenti sociali non li avrebbero mai nemmeno considerati. Bright si fa coraggio e cerca di confessare a Hannah il suo tradimento, ma non è necessario, infatti la ragazza vedendo quanto lui è agitato lo aveva capito da sola, non vuole sentire le sue giustificazione, è troppo arrabbiata e delusa, decide infine di lasciarlo.

## Nessuno è perfetto
- Titolo originale: All the Lonely People
- Diretto da: Joyce Chopra
- Scritto da: Greg Berlanti e Anna Fricke

### Trama
Ephram sfonda la porta del bagno vedendo Reid privo di sensi, lo fa ricoverare in ospedale, aveva tentato il suicidio con dei sonniferi, il ragazzo è fuori pericolo. Ephram conosce Angela, la madre di Reid, la quale gli è riconoscente per averlo salvato. Hannah è arrabbia per il tradimento di Bright, si sfoga con Rose la quale le fa capire che, se desidera tornare con Bright solo perché sente la sua mancanza non sarebbe capace di perdonarlo, finirebbe solo per odiarlo più di prima.
Harold porta Bright in gioielleria per comprare un regalo a Rose, ma Bright decide di ritirare il gioiello al posto di suo padre in modo da regalarlo ad Hannah e guadagnarsi il suo perdono. Hannah non accetta il regalo, è delusa perché, quando la loro relazione è entrata in crisi, invece che parlarne con lei, ha scelto di tradirla, non intende rimettersi con lui perché sa di non poterlo perdonare.
Jake va a Los Angeles per lavoro, Nina sente che lei e Jake si stanno allontanando sempre di più. Nina e Sam vanno a cena da Delia e Andy, quest'ultimo notando che Sam si gratta la testa, capisce che ha i pidocchi. Ephram confessa a Amy che aveva imposto a Reid di non uscire con lei, ora se ne pente, temendo che sia stata anche colpa sua se ha tentato il suicidio, non avendo capito quanto Reid stesse male. Amy gli fa capire che lui non ha responsabilità, Reid non prova niente per lei, è per questo che non si sono mai messi insieme, Ephram non è colpevole del tentato suicidio.
Andy, dopo aver aiutato Nina con i pidocchi di Sam, capisce quanto lei è infelice con Jake, il rapporto con lui non è diverso da quello con Carl, è assorbito dal lavoro e non c'è spazio per lei. Ephram va a trovare Reid in ospedale, lui gli confessa che ha imbrogliato agli esami, la sua carriera accademica è finita, ha commesso l'errore di rifugiarsi in un falso ottimismo in modo da mascherare i propri problemi, ma così facendo ha solo impedito agli altri di aiutarlo.
Jake fa una sorpresa a Nina e torna a casa in anticipo, ha sentito la sua mancanza. Jake ha deciso di riconsiderare le sue priorità, non vuole più anteporre il lavoro a lei, può anche accettare di fallire nella carriera, ma adesso ha compreso che se fallisse con lei per non averle dedicato sufficienti attenzioni non se lo perdonerebbe. Jake e Nina si abbracciano, ma dallo sguardo di quest'ultima si capisce che lei non è felice.

## Una proposta improvvisa
- Titolo originale: Enjoy the Ride
- Diretto da: Charlie Stratton
- Scritto da: Greg Berlanti e Natasha Billawala

### Trama
Reid è stato dimesso dall'ospedale, chiede a Amy di uscire insieme per una serata al bowling, lei sentendosi imbarazzata accetta a patto che venga anche Hannah per un'uscita a quattro, infatti Amy invita Nick, un suo amico di facoltà. A Jake viene chiesto di tornare a Los Angeles per iscriversi a un corso di psicologia, in modo che possa adempiere con una maggiore preparazione al programma di auto-aiuto che sta ampliando, confessa però a Edna che vorrebbe portare con sé Nina ma ha paura che lei rifiuterebbe.
Brittany e Delia chiedono a Andy di cambiare la data del bar mitzvah perché coincide con il compleanno di Thalia, la ragazza più popolare della scuola, la quale ha invitato entrambe alla sua festa. Andy e Nina tentano di convincere la madre di Thalia a organizzare la festa in un'altra data, ma lei è irremovibile. Jake, parlano con Nina, ammette che trova indelicato da parte sua continuare a frequentare Andy facendosi coinvolgere nella sua vita senza curarsi di quanto ciò metta Jake a disagio visto che Nina ne era innamorata. Nina si scusa con Jake, decide dunque di mettere più distanza con Andy.
Mentre sono al bowling, Hannah si arrabbia con Reid quando quest'ultimo fa una battuta sgradevole sul suo tentativo di suicidio. Reid confessa a Amy che lui usa il buon umore solo per celare i suoi problemi, lei ammette di capirlo avendo affrontato un periodo di depressione quando Colin morì. Fa capire a Reid che solo quando avrà abbracciato totalmente il suo dolore emotivo potrà poi superare i suoi problemi, fingere che le cose vadano bene non lo aiuterà.
Harold prende come paziente Kathy, sta per avere una figlia dal marito James, purtroppo Kathy soffre di schizofrenia, per via della gravidanza non assume i suoi farmaci e questo incide negativamente sulla sua lucidità mentale. Le cose peggiorano quando Harold nota che James è in un pessimo stato di salute, gli fa delle analisi e purtroppo scopre che sta per morire, gli diagnostica l'anemia aplastica.
Thalia è disposta a spostare la data della sua festa di compleanno, e anche se Delia all'inizio ci teneva che Thalia venisse al suo bar mitzvah decide di non invitarla più dato che quest'ultima voleva imporle di non invitare Brittany. Reid lascia Everwood, dopo aver parlato con Amy capisce che deve approfondire tutti i suoi problemi e quindi torna a vivere a Denver con la madre, saluta Bright, Amy e Ephram sapendo di avere verso quest'ultimo un debito di riconoscenza per avergli impedito il suicidio.
Nick e Hannah si prendono in simpatia, cosa che scatena la gelosia di Bright, egli non vuole perdere Hannah, è anche disposto a restarle accanto come amico. Hannah però non lo vuole nella sua vita, perché sarebbe imbarazzante se dovesse uscire con altri ragazzi e se Bright iniziasse a frequentare nuove ragazze, ritenendo che la cosa migliore è allontanarsi dal suo ex. L'episodio si conclude con Jake che, facendosi coraggio, chiede a Nina di trasferirsi con lui a Los Angeles.

## Il padre di Andy
- Titolo originale: Reckoning
- Diretto da: David Petrarca
- Scritto da: Greg Berlanti e David Hudgins

### Trama
Ephram va al Sam's per discutere con Amy sui preparativi per il 21° compleanno di Bright, vedendo che la ragazza è in difficoltà con un cliente, un uomo anziano, Ephram parla con lui scoprendo poi che si tratta di suo nonno Eugene, il padre di Andy.
Nina dà finalmente una risposta a Jake, lei e Sam si trasferiranno con lui a Los Angeles. Andy chiede a Nina se desidera partire per Los Angeles, lei si limita a dirgli che ormai ha investito molto nella sua relazione con Jake, oltre al fatto che lui e Sam si vogliono bene, sente dunque che trasferirsi è la cosa più giusta. Intanto Edna sorprende Irv con una proposta, all'inizio non voleva rinunciare al lavoro, ma i giorni di svago con lui durante il tour promozionale del libro le hanno fatto capire che è piacevole trascorrere la vecchiaia in tranquillità, i due decidono di viaggiare insieme in camper.
Andy non gradisce la presenza di Eugene, non è mai stato un padre molto presente, ma lo strappo fatale nel loro rapporto è stato causato dalla morte della madre di Andy, soffriva di endocardite e il figlio voleva farla trasferire in una clinica dove avrebbe ricevuto le cure migliori e salvarsi, ma Eugene non acconsentì al trasferimento e lei morì. Andy a quel tempo era troppo risentito per il fatto che suo padre non gli diede retta, in parte reputava Eugene responsabile della morte della madre, è da quindici anni che non si tengono in contatto, Eugene non sapeva nemmeno dell'esistenza di Delia o che Julia fosse morta.
Ephram conosce Stephanie, compagna di corso di Amy, i due si prendono subito in simpatia, vanno insieme al bar dove si festeggia il compleanno di Bright, è evidente che Amy è gelosa nel vedere Ephram in compagnia di Stephanie. Bright si ubriaca quando scopre che Hannah è andata a un appuntamento con Nick, ormai è sempre più infelice, tanto che, mentre gioca a biliardo si rende ridicolo nel tentativo di colpire la palla con la stecca, finendo col sbilanciarsi, cadendo all'indietro finisce per sfondare una vetrata. Bright finisce in ospedale, le sue condizioni non sono gravi, ha solo un ematoma subdurale e per evitare un'erniazione viene intubato.
Eugene confessa a Andy che era andato a New York, nell'ospedale dove Andy lavorava, per farsi operare all'anca, desiderava vedere suo figlio, solo per scoprire che Julia era morta e che Andy si era trasferito a Everwood. Eugene non ha mai cercato di riconciliarsi con lui perché temeva che Andy non lo avrebbe mai perdonato per la morte della moglie, tuttavia quest'ultimo spiega al padre che non è stata la morte della madre a dividerli, ma il fatto che Eugene non abbia mai lottato per l'amore di suo figlio. Eugene ammette che Andy è un uomo migliore di lui perché adesso è un padre presente, dato che al contrario di Eugene è riuscito a trascendere i propri errori avendo avuto la forza di diventare un uomo diverso.
La puntata si conclude con Irv, di prima mattina, in casa di buon umore e mentre è tutto solo in cucina, si appresta a raggiungere la moglie portandole la colazione appena preparata ma, proprio in quel momento, viene colto da un infarto, infine cade per terra morendo.

## In ricordo di Irv
- Titolo originale: Goodbye, Love
- Diretto da: Joe Pennella
- Scritto da: Greg Berlanti e Rina Mimoun

### Trama
Tutti sono affranti per la morte di Irv, durante il funerale Harold fa un discorso davanti ai presenti, raccontando il suo primo incontro con Irv, egli si era presentato all'ambulatorio, già da qualche tempo Harold lo aveva visto in compagnia di Edna e sospettava da un po' che stavano insieme, e poi Irv confermò i suoi sospetti informandolo che lui e Edna si sarebbero sposati. Harold non poteva accettarlo, il padre era morto da pochi mesi ritenendo che Edna, sposandosi dopo un breve vedovato, stava mancando di rispetto al defunto marito, si rifiutò di partecipare al matrimonio di Edna e Irv, quest'ultimo si limitò a dire a Harold che, anche se era comprensibile che Harold disapprovasse il loro matrimonio, lui amava Edna, sposarla era il suo modo di impegnarsi con lei, fu così che Harold, Rose, Amy e Bright non parteciparono al matrimonio. Harald, al funerale del patrigno, confessa davanti a tutti che lo sbaglio peggiore nella sua vita, è stato non capire fin da subito quanto fosse puro e sincere l'amore che univa Irv e Edna.
Ephram svela a Nina un segreto, Andy vuole sposarla, un giorno mentre era andato a trovare suo padre all'ambulatorio tentò di convincerlo a farsi avanti con lei e provare a conquistarla. Andy preferì invece aspettare che fosse Nina a fare il primo passo, ma facendosi condizionare da Ephram andò in una gioielleria e comprò un anello di fidanzamento, tornano a casa lo mostrò a suo figlio ammettendo che, se Nina gli desse una possibilità, le chiederebbe di sposarlo senza esitazione.
Bright, parlando con Hannah, ammette che se loro due hanno avuto una relazione il merito è stato di Irv, tutto successe nel periodo in cui Irv e Edna si erano brevemente separati e Bright aveva perso il suo secondo lavoro (dopo che si era messo nei guai con Jillian) Irv voleva trovare un lavoro a Bright ma poi, dopo che si era brevemente assentato, vide che Bright era sparito e notò che aveva cerchiato un annuncio sul giornale per un reclutamento militare. Irv andò al centro di arruolamento impedendo a Bright di unirsi all'esercito, quest'ultimo era stanco di commettere errori che mettevano in difficoltà i suoi genitori, ma Irv gli fece capire che quella del soldato non era una carriera adatta a lui, e in ogni caso non doveva colpevolizzarsi per gli sbagli che commetteva perché quello era il modo migliore per crescere, e non aveva dubbi sul fatto che Bright avrebbe raggiunto in futuro grandi traguardi e che al suo fianco avrebbe avuto una ragazza che lui potesse amare. Bright confessa a Hannah che le parole di Irv cambiarono la sua vita, infatti si è iscritto all'università e poi si è messo con Hannah, tuttavia adesso ha capito che tra loro due non ha funzionato per il semplice fatto che lui non merita l'affetto della ragazza.
Amy ripensa al periodo in cui aveva vissuto con Irv e Edna, a quel tempo lei stava con Tommy mentre Ephram aveva una relazione con Madison: una sera Amy passeggiò con Ephram e gli confessò che non credeva nell'anima gemella, sapeva in fondo che Colin non era l'amore della sua vita, lo aveva amato quando aveva solo quattordici anni di conseguenza lo aveva solo idealizzato ma è un sentimento che non aveva mai affrontato con maturità. Sia Amy che Ephram avevano ammesso che, a quel tempo, erano già consapevoli che, rispettivamente, Tommy e Madison non erano le persone con cui avrebbero trascorso la loro vita. Tuttavia Ephram convinse Amy a non rinunciare all'idea che avrebbe trovato la persona giusta per lei, Ephram le spiegò che quando avrebbe trovato il suo grande amore Amy sarebbe riuscita a riconoscerlo.
Eugene decide di lasciare Everwood, ormai ha una compagna e disidera tornare a casa da lei, Andy e suo padre si tengono per mano e lui dice a Eugene di volergli bene. Quest'ultimo, chiaramente commosso dalle parole affettuose del figlio, si limita a dirgli «Sei un bravo figlio Andy».
Harold propone a Edna di trascorrere la notte con lei a casa della madre, ma Edna rifiuta ritenendo che adesso deve abituarsi a stare sola, e mentre è in cucina vede Irv ammettendo che la sua morte è un dolore che non può sopportare, con il suo primo marito ha trascorso 40 anni di matrimonio e accettare la sua morte è stato più facile, il suo amore con Irv invece è durato troppo poco. Irv afferma che, stando insieme a Edna, è riuscita ad amarla come se la conoscesse da una vita, infine scompare proprio quando Edna lo supplica di non lasciarla sola.

## Non si può fingere per sempre - Parte 1
- Titolo originale: Foreverwood (1)
- Diretto da: Bethany Rooney
- Scritto da: Greg Berlanti, Josh Reims e Anna Fricke

### Trama
Ephram presenta Stephanie alla famiglia, Delia stringe subito amicizia con lei e la invita al bar mitzvah, Amy è gelosa all'idea che Ephram esca con Stephanie, ma il suo orgoglio le impedisce di ammettere ciò che prova per lui. James è morto e Kathy ora deve crescere da sola la sua bambina, la piccola Lily, ma non ha più controllo sulla propria schizofrenia, i farmaci non funzionano più. Bright trova Lily fuori dalla porta della casa dei genitori, infatti Kathy ha lasciato Everwood preferendo affidare Lily agli Abbott.
Anche se a Ephram piace Stephanie, a trattenerlo sono i suoi sentimenti per Amy, tuttavia parlando con Jake capisce che deve aprirsi ad altre opportunità, dunque mentre è insieme a Stephanie in una gioielleria, la bacia. Nina e Hannah sono curiose di vedere l'anello di fidanzamento che Andy aveva comprato per Nina, quindi entrano di nascosto in casa sua e lo trovano, Nina arriva impulsivamente a rubarlo.
Jake propone a Edna di trasferirsi con lui a Los Angeles, ma lei pur apprezzando l'offerta preferisce rifiutare, infine lei e Jake si abbracciano con affetto e si salutano. Jake, vedendo Nina in possesso dell'anello di fidanzamento, lo restituisce a Andy pretendendo da lui una spiegazione, lui ammette che le avrebbe chiesto di sposarla se tra Nina e Jake non avesse funzionato. Andy non nega che la sua convinzione è che Nina stia facendo una sbaglio a trasferirsi a Los Angeles con lui, addirittura credeva che tra lei e Jake non avrebbe funzionato, ma è quest'ultimo l'uomo che ha scelto, quindi Andy non intende intromettersi.
Rose si affeziona a Lily, propone al marito di farla vivere con loro, almeno per evitare che i servizi sociali allontani la piccola da Kathy e avere in tempo di rintracciare la madre. Amy, insieme a Bright e Hannah, va al bar mitzvah di Delia, vedendo Ephram insieme a Stephanie si ubriaca, e in seguito balla con Ephram. Successivamente, mentre è tutta sola con Hannah, finalmente trova il coraggio di confessarle che è ancora innamorata di Ephram.
Jake lascia Nina, separandosi da lei e Sam, decide di partite per Los Angeles da solo, sa che Nina lo ama ma non può stare con lei sapendo che ama Andy più di lui, i sentimenti che Nina prova per Jake non saranno mai totalmente corrisposti, ma ammette di aver trascorso con lei i due anni più belli della sua vita, infine la bacia un'ultima volta prima di partire. La puntata si conclude con Andy che torna a casa e trova Nina ad aspettarlo.

## Non si può fingere per sempre - Parte 2
- Titolo originale: Foreverwood (2)
- Diretto da: Perry Lang
- Scritto da: Greg Berlanti, Rina Mimoun e David Hudgins

### Trama
Harold e Rose si sono consultati con un avvocato, per adesso è stato concesso a entrambi la custodia affidataria di Lily, e se tra novanta giorni Kathy non tornerà a reclamare la potestà legale, potranno adottarla, anche perché adesso si sono affezionati a lei. Stephanie ha passato la notte da Ephram anche se si è solo limitata a dormire, infatti Ephram continua a pensare a Amy, ma dando per scontato che non torneranno insieme, sta accarezzando l'idea di concedere a Stephanie una possibilità.
Andy mantiene con Delia la promessa (quella che le aveva fatto nel primo episodio) e le regala finalmente un cavallo. Va a trovare la tomba di Julia ammettendo che si è astenuto dall'amare altre donne perché voleva essere un uomo migliore per lei, ma adesso ama Nina, e ringrazia la defunta moglie perché Julia gli ha insegnato cosa significa amare.
Harold va a trovare Edna a casa sua, vede che ha preparato i bagagli, lei lo informa che partirà per l'Africa e raggiungerà Linda. Harold telefona alla sorella scoprendo che Edna ha mentito, infatti vuole solo viaggiare in camper per una meta ignota. Irv è morto e si sente distrutta, la sua paura è che non supererà il dolore. Vedendo quanto Edna era felice con Irv, finalmente Amy comprende che ha bisogno di Ephram, confessa tuttavia alla madre che non le basterà confessargli ciò che prova, Ephram è il ragazzo con cui ha fatto l'amore la prima volta, è riuscito a farla ammettere a Princeton e anche quando era innamorato di lei aveva chiesto al padre di operare Colin: per riconquistarlo le serve qualcosa di più eclatante.
Hannah è stata ammessa all'università di Notre Dame e quando Bright scopre che lascerà Everwood, la incoraggia a partire, all'inizio voleva provare a farla desistere dall'idea di andarsene, sa che volendolo sarebbe riuscito a convincerla, ma ha capito che amare significa mettere gli altri al primo posto. Le promette che resteranno sempre amici, infine lui e Hannah si abbracciano.
Edna cambia idea e decide di non partite, infatti Rose e Harold nella loro casa le hanno preparato una camera da letto, ora che Lily fa parte della famiglia vogliono che Edna li aiuti a crescerla. Intanto Andy chiede a Nina di sposarlo, ammettendo che lei è la sola donna con cui desidera trascorrere tutta la sua vita, e lei gli risponde "lo voglio" infine si baciano trasportati dalla gioia.
Quando Ephram esce di casa vede Amy che ha portato una ruota panoramica (in riferimento a quella su cui erano saliti al festival del disgelo) lei gli confessa di amarlo e che Ephram dal momento in cui lo aveva visto la prima volta ha cambiato la sua vita, i due tornano finalmente insieme e suggellano il loro amore con un bacio.